# Lu Jan-sun
Lu Jan-sun (čínsky 盧彥勳, anglicky Lu Yen-hsun, * 14. srpna 1983, Tchaj-pej, Tchaj-wan) je bývalý tchajwanský profesionální tenista. Ve své dosavadní kariéře vyhrál na okruhu ATP World Tour 2 turnaje ve čtyřhře. Nejvýše byl ve dvouhře umístěn 1. listopadu 2010 na 33. místě a ve čtyřhře 31. ledna 2005 na 86. místě žebříčku ATP.

## Finále na okruhu ATP Tour
| Legenda (před/od 2009)                                 |
| D – dvouhra; Č – čtyřhra                               |
| Grand Slam (0–0)                                       |
| Turnaj mistrů (0–0)                                    |
| ATP Masters Series / ATP Tour Masters 1000 (0–0)       |
| ATP International Series Gold / ATP Tour 500 (0–0)     |
| ATP International Series / ATP Tour 250 (0–1 D; 2–2 Č) |

| Tituly dle povrchu   |
| -------------------- |
| tvrdý (0–1 D; 2–2 Č) |
| tráva (0–0)          |
| antuka (0–0)         |
| koberec (0–0)        |

### Dvouhra: 1 (0–1)
| Stav      | Č. | Datum          | Turnaj                | Povrch | Soupeř ve finále | Výsledek           |
| --------- | -- | -------------- | --------------------- | ------ | ---------------- | ------------------ |
| Finalista | 1. | 11. ledna 2014 | Auckland, Nový Zéland | tvrdý  | John Isner       | 6–7(4–7), 6–7(7–9) |

### Čtyřhra: 3 (2–1)
| Stav      | Č. | Datum         | Turnaj           | Povrch    | Partner          | Soupeř ve finále                   | Výsledek              |
| --------- | -- | ------------- | ---------------- | --------- | ---------------- | ---------------------------------- | --------------------- |
| Vítěz     | 1. | 9. ledna 2005 | Čennaj, Indie    | tvrdý     | Rainer Schüttler | Jonas Björkman Maheš Bhúpatí       | 7–5, 4–6, 7–6(7–4)    |
| Finalista | 1. | 16. září 2007 | Peking, ČLR      | tvrdý     | Chris Haggard    | Rik de Voest Ashley Fisher         | 7–6(3–7), 0–6, [6–10] |
| Finalista | 2. | 9. ledna 2010 | Čennaj, Indie    | tvrdý     | Janko Tipsarević | Marcel Granollers Santiago Ventura | 5–7, 2–6              |
| Vítěz     | 2. | 20. září 2012 | Bangkok, Thajsko | tvrdý (h) | Danai Udomčoke   | Eric Butorac Paul Hanley           | 6–3, 6–4              |

## Tituly na turnajích ATP Challenger Tour

### Dvouhra (11)
| Č.  | Datum              | Turnaj         | Povrch    | Soupeř ve finále  | Výsledek         |
| 1.  | 15. únor, 2004     | Joplin         | tvrdý (h) | Glenn Weiner      | 6–4, 6–2         |
| 2.  | 28. březen, 2004   | Tasmánie       | tvrdý     | Robert Lindstedt  | 6–3, 6–0         |
| 3.  | 7. listopad, 2004  | Caloundra      | tvrdý     | Takahiro Terači   | 6–0, 7–5         |
| 4.  | 20. květen, 2005   | Fergana        | tvrdý     | Danai Udomčoke    | 6–1, 7–6(3)      |
| 5.  | 19. listopad, 2006 | Caloundra      | tvrdý     | Peter Luczak      | 6–3, 6–1         |
| 6.  | 18. listopad, 2007 | Kao-siung      | tvrdý     | Dudi Sela         | 6–3, 6–3         |
| 7.  | 18. listopad, 2007 | Waikoloa       | tvrdý     | Vincent Spadea    | 6–2, 6–0         |
| 8.  | 17. květen, 2008   | Nové Dillí     | tvrdý     | Brendan Evans     | 5–7, 7–6(5), 6–3 |
| 9.  | 19. říjen, 2008    | Taškent        | tvrdý     | Mathieu Montcourt | 6–3, 6–2         |
| 10. | 9. květen, 2009    | Ramat ha-Šaron | tvrdý     | Benjamin Becker   | 6–3, 3–1 skreč   |
| 11. | 8. listopad, 2009  | Čhunčhon       | tvrdý     | Igor Sijsling     | 6–2, 6–3         |

## Davisův pohár
Jan-sun Lu se zúčastnil 33 zápasů v Davisově poháru  za tým Tchaj-wanu s bilancí 14–8 ve dvouhře a 6–5 ve čtyřhře.

## Postavení na žebříčku ATP na konci sezóny

### Dvouhra
| Rok    | 2001 | 2002   | 2003   | 2004  | 2005   | 2006   | 2007   | 2008  | 2009  | 2010  | 2011  | 2012  | 2013  |
| Pořadí | 598. | ▲ 194. | ▼ 199. | ▲ 86. | ▼ 160. | ▲ 103. | ▬ 103. | ▲ 64. | ▼ 98. | ▲ 35. | ▼ 82. | ▲ 59. | ▼ 65. |

### Čtyřhra
| Rok    | 2001 | 2002   | 2003   | 2004   | 2005   | 2006   | 2007   | 2008   | 2009   | 2010  | 2011   | 2012   | 2013   |
| Pořadí | 715. | ▲ 209. | ▲ 138. | ▲ 119. | ▲ 116. | ▼ 204. | ▼ 225. | ▼ 810. | ▲ 179. | ▲ 88. | ▼ 208. | ▲ 144. | ▼ 194. |